# Ишлей
Ишлей — река в России, протекает в Арзамасском районе Нижегородской области. Устье реки находится в 125 км по левому берегу реки Серёжа. Длина реки составляет 15 км, площадь бассейна — 101 км².
Исток реки в лесном массиве в 30 км к северо-западу от Арзамаса. Течёт на северо-восток по ненаселённому лесу. Впадает в Сережу выше села Пустынь.

## Данные водного реестра
По данным государственного водного реестра России относится к Окскому бассейновому округу, водохозяйственный участок реки — Тёша от истока и до устья, речной подбассейн реки — Бассейны притоков Оки от Мокши до впадения в Волгу. Речной бассейн реки — Ока.
Код объекта в государственном водном реестре — 09010300212110000030779.